# Gaudí a la millor protagonista femenina
La següent llista és la de les actrius nominades i guanyadores del Premi Gaudí a la Millor protagonista femenina, des de l'any 2009, quan es van crear.

## Palmarès
| Any                   | Actriu                | Pel·lícula                      |
| --------------------- | --------------------- | ------------------------------- |
| 2009                  | Anna Lizaran          | Forasters                       |
| 2009                  | Ana Fernández         | Benvingut a Farewell-Gutmann    |
| 2009                  | Belén Fabra           | Diari d'una nimfòmana           |
| 2009                  | Sílvia Munt           | Pretextos                       |
| 2010                  | Nausicaa Bonnín       | Tres dies amb la família        |
| 2010                  | Judit Uriach          | Trash                           |
| 2010                  | Maria Molins          | A la deriva                     |
| 2010                  | Sílvia Munt           | Xtrems                          |
| 2011                  | Nora Navas            | Pa negre                        |
| 2011                  | Aina Clotet           | Elisa K                         |
| 2011                  | Clara Galí            | La llegenda de l'innombrable    |
| 2011                  | Emma Suárez           | La mosquitera                   |
| 2012                  | Verónica Echegui      | Katmandú, un mirall al cel      |
| 2012                  | Àstrid Bergès-Frisbey | Bruc. La llegenda               |
| 2012                  | Marta Etura           | Mentre dorms                    |
| 2012                  | Claudia Vega          | Eva                             |
| 2013                  | Maria Molins          | El bosc                         |
| 2013                  | Ángela Molina         | Blancaneu                       |
| 2013                  | Marina Comas          | Els nens salvatges              |
| 2013                  | Maribel Verdú         | Blancaneu                       |
| 2014                  | Nora Navas            | Tots volem el millor per a ella |
| 2014                  | Candela Peña          | Ayer no termina nunca           |
| 2014                  | Vicky Peña            | Un berenar a Ginebra            |
| 2014                  | Ingrid Rubio          | L'Estrella                      |
| 2015                  | Natalia Tena          | 10.000 km                       |
| 2015                  | Aina Clotet           | Rastres de sàndal               |
| 2015                  | Bárbara Lennie        | Stella Cadente                  |
| 2015                  | Ingrid García-Jonsson | Bella joventut                  |
| 2016                  | Laia Costa            | Victoria                        |
| 2016                  | Inma Cuesta           | La novia                        |
| 2016                  | Natalia de Molina     | Techo y comida                  |
| 2016                  | Nora Navas            | L'adopció                       |
| 2017                  | Emma Suárez           | La propera pell                 |
| 2017                  | Betsy Túrnez          | El rei borni                    |
| 2017                  | Ruth Llopis           | El rei borni                    |
| 2017                  | Sílvia Pérez Cruz     | Cerca de tu casa                |
| 2018                  | Núria Prims           | Incerta glòria                  |
| 2018                  | Laia Artigas          | Estiu 1993                      |
| 2018                  | Laia Marull           | Brava                           |
| 2018                  | Oona Chaplin          | Anchor and Hope                 |
| 2019                  | Lola Dueñas           | Viaje al cuarto de una madre    |
| 2019                  | Alexandra Jiménez     | Les distàncies                  |
| 2019                  | Bárbara Lennie        | Petra                           |
| 2019                  | Carme Elías           | Quién te cantará                |
| 2020                  | María Rodríguez       | Els dies que vindran            |
| 2020                  | Aina Clotet           | La filla d'algú                 |
| 2020                  | Carmen Arrufat        | La innocència                   |
| 2020                  | Greta Fernández       | La hija de un ladrón            |
| 2021                  | Candela Peña          | La boda de Rosa                 |
| 2021                  | Andrea Fandos         | Las niñas                       |
| 2021                  | Anna Alarcón          | L'ofrena                        |
| 2021                  | Nora Navas            | La vampira de Barcelona         |
| 2022                  | Maria Morera          | Libertad                        |
| 2022                  | Vicky Luengo          | Chavalas                        |
| 2022                  | Begoña Vargas         | Las leyes de la frontera        |
| 2022                  | Marta Nieto           | Tres                            |
| 2023                  | Vicky Luengo          | Suro                            |
| 2023                  | Anna Castillo         | Girasoles silvestres            |
| 2023                  | Bárbara Lennie        | Los renglones torcidos de Dios  |
| 2023                  | Noémie Merlant        | Un año, una noche               |
| 2024                  | Carolina Yuste        | Saben aquell                    |
| 2024                  | Bruna Cusí            | Upon Entry                      |
| 2024                  | Laia Costa            | Un amor                         |
| 2024                  | Patricia López Arnaiz | 20.000 especies de abejas       |
| 2025                  |                       |                                 |
| Ángela Molina         | Polvo serán           |                                 |
| Emma Vilarasau        | Casa en flames        |                                 |
| Maria Rodríguez Soto  | Mamífera              |                                 |
| Patricia López Arnaiz | Los destellos         |                                 |